# Naginatadzsucu
A naginatadzsucu (kandzsi: 照薙刀術; hiragana: なぎなたじゅつ) a naginata ( なぎなた ()) forgatásának művészete a japán harcművészetekben. Ez a fegyver nagyon hasonlít a középkori európai gléféhez. A legtöbb naginatadzsucut manapság egy modernizált formában, a gendai budóban gyakorolják, aminek versenyeket is szerveznek.

## Eredete
A naginata pontos eredetére vonatkozó számtalan elméletek vitatottak. Egyesek úgy tartották, hogy az okinavai kobudó fegyverek mintájára fejleszthették ki, egyfajta módosított gazdálkodási eszközként. Egy másik elmélet szerint a kínai guan dao, japánok által átalakított változata, ami hasonló megjelenéssel bír. Mások szerint egy kreatív szamuráj, akinek szüksége volt egy hosszabb fegyverre, odakötözött egy kardot egy rúdhoz. Az is lehetséges, hogy valamilyen hosszú pengéjű lándzsából alakult át. Az első történelmileg igazolható megjelenése a Heian-korra, a XII. századra tehető.
A legegyszerűbb magyarázat talán a szálfegyverek természetes fejlődése. A szálfegyvereket tömegfegyvernek gyártották, nem csak az egyedüli harcosok használatára, hanem katonai formációk részére is a csatákhoz, és nem pedig párbajokhoz. Közelharcban a kétkezes, vág-és-lök fegyverek, mint például az alabárd és a gléfe, sokkal hatékonyabbak voltak, mint a lándzsa és a kard, mert sokoldalúbbak voltak a lándzsáknál, és hosszabb távon hatásosabbak a kardoknál. Szűk alakzatban nem igényelt olyan egyéni fegyver-kezelési készségeket, mint amiket a képzett kardforgatóktól elvártak.
A naginata közel azonos megjelenéssel bír, mint a gléfe és a guan dao, és a párhuzamos evolúció legvalószínűbb eredménye.

## Története
Használatának korai történetében a naginatát elsősorban a lovasság ellen alkalmazták, mivel hossza biztonságos távolságot nyújtott forgatójának a lovaktól és a rajtuk ülőktől. A Tokugawa-kor alatt (1600-1868) a naginata a női szamurájok státusszimbólumává vált, mivel a nők elsődleges eszköze volt otthonuk védelmezésében, míg férjeik a háborúban voltak. A fegyver forgatása ugyanebben a korban terjedt el nőies művészetként, és többnyire a nő családja felé nyújtott odaadásának szimbólumaként szolgált.
Sok korjú rjúha, mint például a tensin sóden katori sintó-rjú és a hokusin ittó-rjú tananyagként magába foglalja a naginatadzsucut, mint ahogy néhány kiterjedt budó szervezet is, mint például a Budzsinkan.

## Modern sport

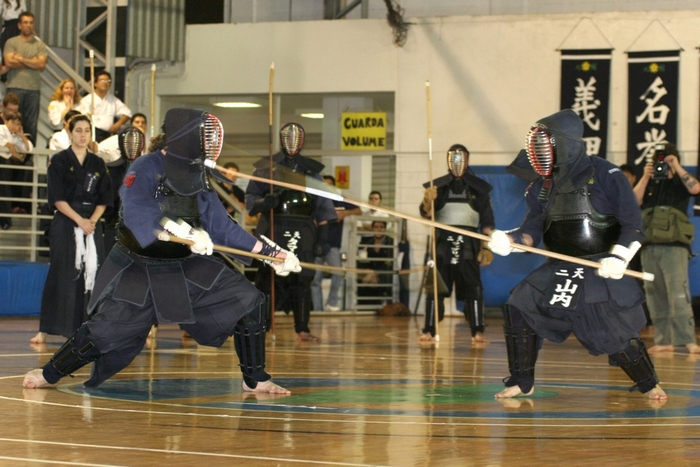
Modern verseny bambuszból készült naginatákkal

Ma a naginatadzsucu legsűrűbben gyakorolt formája az úgynevezett "naginata útja" (naginatadō (長刀道)) vagy "új naginata" (atarashii naginata (新しい長刀)), amely a Japán Naginata Szövetség irányítása alatt áll. Japánban ez a sport a nők körében a legnépszerűbb, a szigetországon kívül pedig még Európában, Ausztráliában, valamint Észak- és Dél-Amerikában is űzik. Nem minden ország tagja a Nemzetközi Naginata Szövetségnek.

## Fordítás
Ez a szócikk részben vagy egészben az Naginatajutsu című angol Wikipédia-szócikk ezen változatának fordításán alapul.  Az eredeti cikk szerkesztőit annak laptörténete sorolja fel. Ez a jelzés csupán a megfogalmazás eredetét és a szerzői jogokat jelzi, nem szolgál a cikkben szereplő információk forrásmegjelöléseként.